# TAXi④
『TAXi④』（タクシー・フォー、原題: Taxi 4）は、カーアクション・コメディーが中心のフランス映画『TAXi』シリーズの第4作。

## ストーリー
タクシー・ドライバーのダニエルと、マルセイユ警察のエミリアンは相変わらずの日々を過ごしていた。ただ一つ変わったことは、前作ではまだお腹にいたそれぞれの子供が成長したこと。父親になった二人は以前よりも深い友情関係で結ばれていた。
エミリアンの間抜けぶりも変わることはなく、武装強盗53件・殺人への関与122件の凶悪グループのボス アルヴェール・ヴァンデンボッシュを、護送中にみすみす逃がしてしまう。ジベール署長にクビを言い渡されたエミリアンは汚名返上を賭け、ダニエルの力を借りてアルヴェール一味を追跡する。
舞台をマルセイユからモナコに移し、アルヴェール達が狙うはフランス警察でも手の出せないベルギー王立銀行の貸金庫室。秘密捜査で犯人グループにまんまと潜入、狙う貸金庫から重要書類（手帳）を入手することに成功したペトラに思わぬハプニングに巻き込まれる。さらに一味の潜伏先への侵入を試みるも、エミリアンは捕まってしまう。アルヴェール一味（マルセイユ警察?）に立ちはだかるのは意外な人物だった。

## 登場人物

### 主要人物
ダニエル・モラレース
演 - サミー・ナセリ
本作の主人公。ハイテク装備と命知らずな暴走運転が売りのタクシードライバー。
今作では妻となったリリーとの間に息子のレオを儲け、相変わらずの暴走タクシー稼業を営む傍らで息子レオやエミリアンの子供、マックスの面倒を見る良き父親となっている。
また、愛車のタクシーを406から407に変えている。
警察嫌いであるが、今作ではエミリアンだけでなくアランや他の署員達とも親しく接しており、スピード違反を取り締まる署員からもこれまでの功績から違反行為を黙認されている状態である。
ドジを犯してクビの危機に直面したエミリアンに再び力を貸すこととなり彼と共に凶悪犯アルヴェール一味を追ってモナコへ向かう。
エミリアン・クタン=ケルバレーク
演 - フレデリック・ディーファンタル
ドジで騙されやすくそそっかしいマルセイユ警察の刑事。
前作のラストで生まれた息子マックスを溺愛しており、サッカーをやらせるのに大げさな防具を付けさせたり、プレイ中はボールに触るなと指示するなど過保護で親バカとなっている。
一方でマックスが怪我した時には、署からの連絡に夢中でまったく気がつかなかったり、張り込み中に熟睡するなど間抜けな性格は相変わらず。
今作でも任務中にヘマを犯し、凶悪犯アルヴェール・ヴァンデンボッシュにまんまと逃げられるという大失態を犯し、ジベールに警官バッジを取り上げられてしまい、汚名を返上すべくダニエルの力を借りてアルヴェール一味を追う。
ペトラ・クタン=ケルバレーク
演 - エマ・シェーベルイ
エミリアンの妻で、夫と同じマルセイユ警察の刑事。
前作のラストで息子のマックスを出産している。
エミリアンやジベールとは正反対に非常に優秀な刑事であり、今回ではその才能を生かしてマルセイユ警察も知らない特殊任務のため、女泥棒に扮して脱走したアルヴェール一味に潜入することとなる。
ジベール
演 - ベルナール・ファルシー
マルセイユ警察署長。エミリアンを遥かに上回るほど間抜けでお調子者なトラブルメーカー。
警察署に入り込んだ子供のサッカーボールが自分の頭にぶつかっただけでペンでボールをボロボロに潰して返したり、ジブリル・シセを警護する際に頭を無理やり押さえつけて乱暴に車に乗せるなど、サッカーに対してまったく関心を示さず、署員達やマックス、レオに対してはかなり雑に接する。
元々抜けた性格であったが、今作ではサングラスに値札を付けたまま使用したり、故障した腕時計にまったく疑いを示さなかったり、麻酔銃の構え方を教えている最中に麻酔銃を誤射してしまうなど、過去作よりも間抜けぶりに拍車がかかっている。部下達からは密かに「危険人物」呼ばわりされたり、潜入していたセルジュも思わず呆気にとられるなど、周囲から変人扱いされたり、バカにされたりしている。
今作でも相変わらず捜査の最前線に立ち、自ら任務に赴こうとし、終盤でアルヴェール達のアジトに自ら特殊部隊を率いて突入しようとするがドジを犯した挙句、それが原因で麻薬を大量に吸引してハイになり、敵味方の見境が付かなくなって機関銃やミサイルを乱射しまくるが、結果的にそれがアルヴェール捕縛の決め手となった。その後はアラン達がどうにか元に戻そうと尽力したらしいが結局、最終盤までハイな状態は治まる事はなく、ラストシーンではサッカーの試合に乱入して、飛んできたボールを拾い、リフティングなどの技を披露した挙句、ゴールの網が破れるほどのシュートをした。
アラン
演 - エドゥアルド・モントート
マルセイユ警察の刑事でエミリアンやジベールに振り回される苦労人。
終盤にアルヴェール一味のアジトに突入するジベールのサポート役を担うが、ジベールが立っている突入用装置が動かないため、装置の出力を最大にしたせいでシベールが吹き飛ばされ、ジベールが屋敷の麻薬の上に落ちハイになる原因を作ってしまう。
ハエ叩きで叩き殺したハエの死骸を署長の釣りの餌に進呈するために集めている。
エドモンド・ベルティノー将軍
演 - ジャン＝クリストフ・ブーヴェ
フランス陸軍の重鎮。階級は少将。
今作でも相変わらず現役で、『ベルギーの怪物』護送任務の責任者を担っている。
一方プライベートにおいては、孫のレオはもちろん、エミリアンの子供のマックスのことも可愛がっている親バカ振りを見せる。
ジベール達のヘマに呆れる一方、本格的な軍用迷彩を施して子供達と本気で戦争ごっこをやったり、真夜中に家にやってきたダニエルの口車に乗せられ、レオとマックスを預かるなど彼自身も、抜けた一面は相変わらず。
アルヴェール / フェニモア・ヴァンデンボッシュ
演 - ジャン＝リュック・クシャール
武装強盗53件、殺人への関与122件、17カ国から指名手配され、“ベルギーの怪物”の異名を持つヨーロッパ最大の凶悪犯。
ずる賢く、色欲魔で傲慢な性格であるがコミカルな一面もある。
コンゴへ護送する途中、マルセイユ警察で一時的に身柄を預かることになるが、手下達の暗躍と、エミリアンのドジによってまんまと脱出し、モナコの王立銀行を襲うべく、潜入捜査のために女泥棒に扮したペトラを加えた手下達と共にモナコに向かう。
双子の兄であるエドゥアールからは「フェニモア」と呼ばれ、本人もペトラに対しそう呼ぶように強要している場面がある為、アルヴェールは偽名の可能性が高い。
終盤でアジトに突入してきた特殊部隊に対し、戦意をむき出しにして応戦するが、ジベールによる無差別攻撃に晒され、そのあまりの狂乱振りに竦み上がり、吹き抜けから転落したところをダニエルのタクシーのトランクによるキャッチで助けられた後、逮捕される。
エンドロールでは「Le Belge」と表記されている。
セルジュ
演 - フランソワ・ダミアン
ヴァンデンボッシュの手下達のリーダー格で、右腕的存在。
マルセイユ警察に潜入して、ジベールのパソコンから警察のデータを改ざんして、ヴァンデンボッシュ脱出の裏工作を働く。犯罪者ではあるものの、警察のデータ改ざんの手伝いをしたマックスとレオにお礼と小遣いを渡すなど気の良い一面も持つ。
マルセイユ警察のあまりの無防備さと、ジベールの常軌を逸した頭の悪さに振り回され、仲間の許に帰還した際にはすっかり精神的に疲弊してしまい、「あそこ（マルセイユ警察）は“バカの館”だ」と心底呆れ果てていた。
ジブリル・シセ
演 - 本人（カメオ出演）
本編冒頭でマルセイユ警察が警護していたフランス代表のサッカー選手。マルセイユのサッカーチームへ移籍し、その初試合が行われるスタジアムまで、ダニエルのタクシーで送ってもらう。
前作『③』に登場した謎の客（演 - シルヴェスター・スタローン）に続き、仕事中のダニエルのタクシーで嘔吐しなかった稀有な人物。

### その他の人物
レオ・モラレース
ダニエルの息子。サッカーチームに所属しているが、すぐに審判からレッドカードを出されて3分以上試合に出たことがないらしい。
パソコンに精通しており、ジベールがほとんど扱うことのできないパソコンを難なくこなし人に教えるほどの腕前を持つ。
年のわりに性格は大人びているが愛嬌がないわけではない。ジベールやエミリアンよりも常識的。
マックス・クタン=ケルバレーク
エミリアンの息子。愛称は「マキシム」。
エミリアンからは過保護に育てられており、レオと同じサッカーチームに属してはいるが父親の指示のせいで、まともにサッカーをしたことがない。
レオ同様パソコンに精通しており、戦争ゲームを好んでいる。ジベールやエミリアンよりも常識的。
ベルティノー夫人
ダニエルの義母で、文字通りベルティノー将軍の妻。『②』でも登場。
家で暴れまわって遊ぶベルティノー達にしびれを切らし、ダニエルを呼びつけて「休戦協定」を結ばせるよう頼んだ。
マーレー
マルセイユ警察の刑事。
ドラッグ常習者であり、部屋に専用の棚をもうけているほどハッパを所有しているが、ジベールからは何故か口頭注意以上の処分は下されずにいる。
本人曰く「警察署でしか吸わない」らしい。
エドゥアール・トリブレ
ヴァンデンボッシュの双子の兄で、ベルギー王立銀行の銀行員を務めている。
ヴァンデンボッシュの名字はすでに捨てており、弟とは違い真っ向な一般市民である。
久々に現れた弟の作戦に利用された挙句、ヴァンデンボッシュとしてマルセイユ警察に逮捕され、ジベールから拷問にかけられるなど散々な目に遭わされる。

### 話題のみの人物（未登場）
リリー・モラレース
演 - マリオン・コティヤール
ダニエルの妻で、ベルティノー将軍の娘。
今作ではパリに出かけているため、登場しない。
ダニエルの話だと、ダニエルのタクシーのガレージを花で一杯に改造するつもりでいるらしい。

## 日本語吹替
| 役名                             | 俳優                             | 日本語吹替 | 日本語吹替 |
| 役名                             | 俳優                             | 劇場公開版 | ソフト版 |
| -------------------------------- | -------------------------------- | --- | --- |
| ダニエル・モラレース             | サミー・ナセリ                   | 中田敦彦 | 石塚運昇 |
| エミリアン・クタン＝ケルバレーク | フレデリック・ディーファンタル   | 藤森慎吾 | 松本保典 |
| ペトラ                           | エマ・シェーベルイ               | 眞鍋かをり | 沢海陽子 |
| ジベール警部                     | ベルナール・ファルシー           | 高田純次 | 水野龍司 |
| アラン                           | エドゥアルド・モントート         | 飛田展男 | 飛田展男 |
| ベルティーノ将軍                 | ジャン＝クリストファー・ブーヴェ | 大竹宏 | 大竹宏 |
| ヴァンデンボッシュ               | ジャン＝リュック・クシャール     | 後藤哲夫 | 後藤哲夫 |
| セルジュ                         | フランソワ・ダミアン             | 広瀬正志 | 広瀬正志 |
| マーレイ                         | ジョンソン・ダウヤード           | 落合弘治 | 落合弘治 |
| ジブリル・シセ                   | ジブリル・シセ                   | 楠大典 | 楠大典 |
| その他                           | N/A                              | 柴井伶太 星野亜門 辻親八 箕輪直人 浦山迅 堀越真己 白熊寛嗣 最上嗣生 小松史法 間宮康弘 原田晃 丸山壮史 近藤隆 ふくまつ進紗 武田華 亀岡真美 高橋まゆこ | 柴井伶太 星野亜門 辻親八 箕輪直人 浦山迅 堀越真己 白熊寛嗣 最上嗣生 小松史法 間宮康弘 原田晃 丸山壮史 近藤隆 ふくまつ進紗 武田華 亀岡真美 高橋まゆこ |
|                                  |                                  | | |
| 演出                             |                                  | 久保宗一郎 | 久保宗一郎 |
| 翻訳                             |                                  | 野口尊子 | 野口尊子 |
| 調整                             |                                  | 東京テレビセンター | 東京テレビセンター |
| 制作                             |                                  | 東北新社 | 東北新社 |

- 日本語吹替：二種類ともDVD・BDに収録されている。

## 改造タクシーの変更点
ベース車両のモデルチェンジに伴い、ダニエルのタクシーもプジョー・407にモデルチェンジした。モデルチェンジにあたっての製作サイドの熱意も大した物で、前作『TAXi3』の406での4タイプにとどまった型数を大幅に上回り、12タイプ製作しているほどである。エクステリアの改造も大幅に変更、多数のエアインテークを設けたほか、本物のレース仕様のパーツを多数採用している。
- 最高速度は312.8km/h（本作中での明示的な最高速度）に達する。
- 停止した状態から自由自在に方向転換できる装置を装備している。
- ボンネットエアインテークを新規に装備している。
- ルーフベンチレーターを装備。
- ホイール周りは前後ともワイドフェンダー化。ホイールは変形スポークタイプ。サイズは8×18。
- タイヤはBFグッドリッチ製225/40。
- Cピラーにもエアインテークを装備。しかしこれは本来はミッドシップあるいはリアエンジンの冷却のためのもの。
- ナンバープレートは"2007DAB13"。"2007"は映画の公開年、"13"はマルセイユの所属県ブーシュ＝デュ＝ローヌ県の県番号。
  - 前作『TAXi3』と異なり、警察から暴走行為を事実上黙認されている状態であるため、ナンバープレートを偽装するシーンは出てこない（装備の有無は不明）。

## 吹き替え版
これまで本シリーズの日本語吹き替えはシリーズを通して、DVD版とTV放映版でそれぞれ同じ声優が担当しており、劇場公開の際は字幕版での上映がされていた。本作では吹き替え版をメインとした上映が行われ、吹き替えにはお笑い芸人やタレントを起用した。DVD化の際には劇場版吹き替えに加え、これまでシリーズをDVD版の吹き替えを担当してきた声優陣による吹き替えが同時収録されている。

## その他
- マリオン・コティヤールは前作で降板している。
- アルヴェール／フェニモア・ヴァンデンボッシュら凶悪犯の車両は、黒のランドローバー・レンジローバー 3代目、2台。

## シリーズ作品

### フランス・オリジナル版
- TAXi（1998年）
- TAXi②（2000年）
- TAXi③（2002年）
- TAXi ダイヤモンド・ミッション（2018年）

### アメリカ・リメイク版
- TAXI NY（2004年）